# Naoko Sakamoto
Naoko Sakamoto, född den 11 maj 1985 i Osaka prefektur, är en japansk softbollspelare.
Hon tog OS-brons vid de olympiska softboll-turneringarna vid olympiska sommarspelen 2004 i Aten.